# هانا إيفانوفنا فيريس
هانا إيفانوفنا فيريس (بالأوكرانية: Га́нна Іва́нівна Ве́рес) (21 ديسمبر 1928 - 11 يونيو 2003) فنانة ومطرزة وحائكة فولكلورية أوكرانية، هي ابنة الحائكة ماريا بوسوبتشوك، وأم الفنانين فالنتينا وإيلينا فيريس، حصلت على جائزة شيفتشينكو الوطنية مع آنا فاسيلاشوك عام 1968.

## السيرة الذاتية
ولدت فيريس في 21 ديسمبر 1928 في قرية أوبوخوفيتشي في منطقة فيشورد في مدينة كييف، والدتها الفنانة ماريا بوسوبتشوك، لدى فيريس ابنتان هما فالنتينا وإيلينا فيريس ، وكلاهما أصبحا فنانين أيضًا.  علمت بوسوبتشوك ابنتها العديد من مهاراتها، والتي حولتها إلى بناتها.
عاش فيريس في كييف، في منزل في باستوني لاين، توفيت في أوبوخوفيتشي في 11 يونيو 2003.

## الإرث
تعرض أعمال فيريس في المتحف الوطني تاراس شيفتشينكو، ومحمية شيفتشينكو الوطنية في كانيف، والمتحف الوطني للفنون الزخرفية الشعبية.
وفقًا للتقارير الاخيرة أنه في 27 فبراير 2022 كانت أعمال فيريس من بين تلك التي تم تدميرها عندما أُحرق متحف إيفانكيف التاريخي خلال معركة إيفانكيف عام 2022. 